# Herb Koniecpola
Herb Koniecpola – jeden z symboli miasta Koniecpol i gminy Koniecpol w postaci herbu.

## Wygląd i symbolika
Herb przedstawia na czerwonej tarczy herbowej, po prawej stronie prawą połowę srebrnej podkowy, barkiem ku górze, ze srebrnym krzyżem kawalerskim na barku, oraz po lewej stronie srebrną wieżę z zaznaczonymi ciosami kamiennymi, na trójstopniowej podstawie, zwieńczoną krenelażem z trzema blankami na szczycie, krytą spiczastym złotym daszkiem zwieńczonym złotą kulą.
Podkowa z krzyżem nawiązuje do herbu Pobóg rodu Koniecpolskich, założycieli miasta. Wieża w herbie jest oznaką miejskości Koniecpola. 

## Historia herbu
Godło herbowe znane jest z odcisków pieczęci miejskich z XV wieku, która musiała być używana przez wiele stuleci, gdyż jej odcisk widnieje jeszcze na dokumencie z 1780 r. Herb ten powtórzono w Albumie Heroldii. Początki tego herbu zbiegają się z okresem dokonania lokacji miasta w XV wieku. Herb został uchwalony 27 kwietnia 2011 na sesji Rady Miejskiej, uchwałą nr VI/42/11.